# Palacio de la reina Arwa
El Palacio de la Reina Arwa (en árabe: قَصْر ٱلْمَلِكَة ٱلْحُرَّة‎,traducción literal «Palacio de la Reina Noble»), fue la residencia de la reina yemení Arwa al-Sulayhi, que gobernó en el siglo XI. Está situado en la ciudad de Jibla. El palacio se encuentra hoy en día en estado de ruina, aunque se están haciendo esfuerzos para restaurarlo. Según el informe presentado por el Ministerio de Cultura - Organización General para la Preservación de las Ciudades Históricas - Oficina del Presidente a la UNESCO, las extensas ruinas del Palacio de la Reina tenían 365 habitaciones.

## Galería

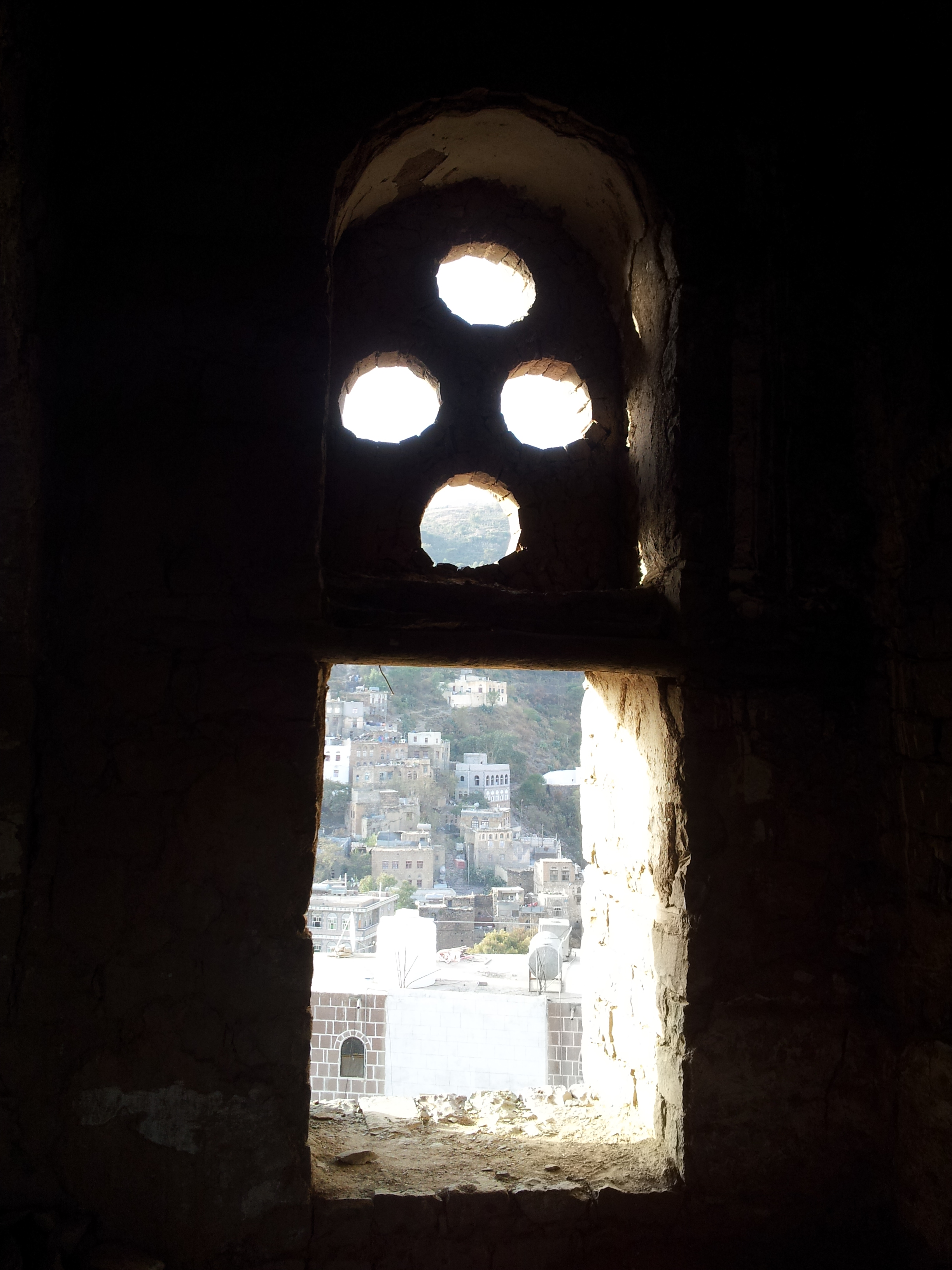
Ventana del Palacio de la reina Arwa.
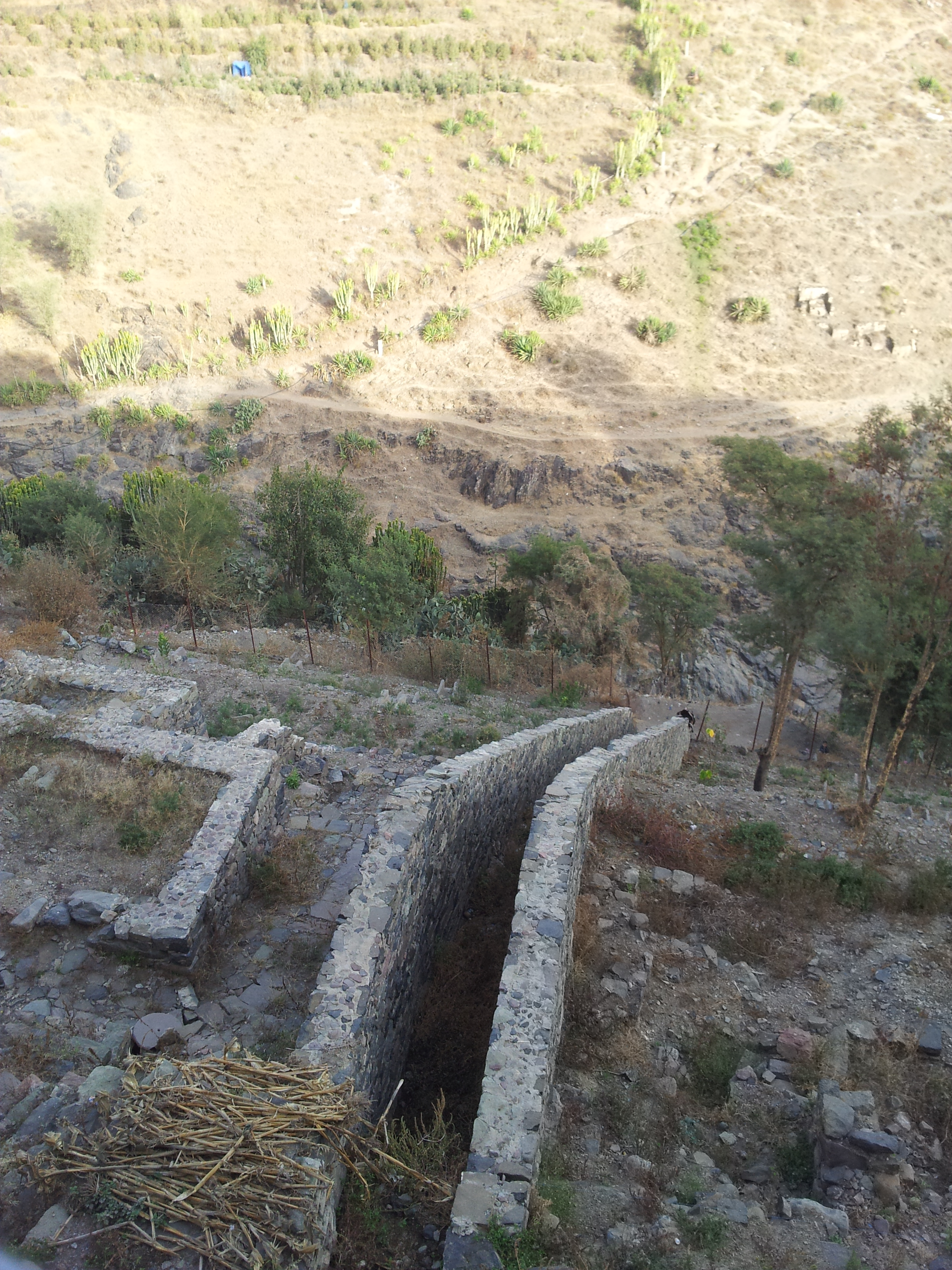
Sistema de drenaje del Palacio de la reina Arwa.
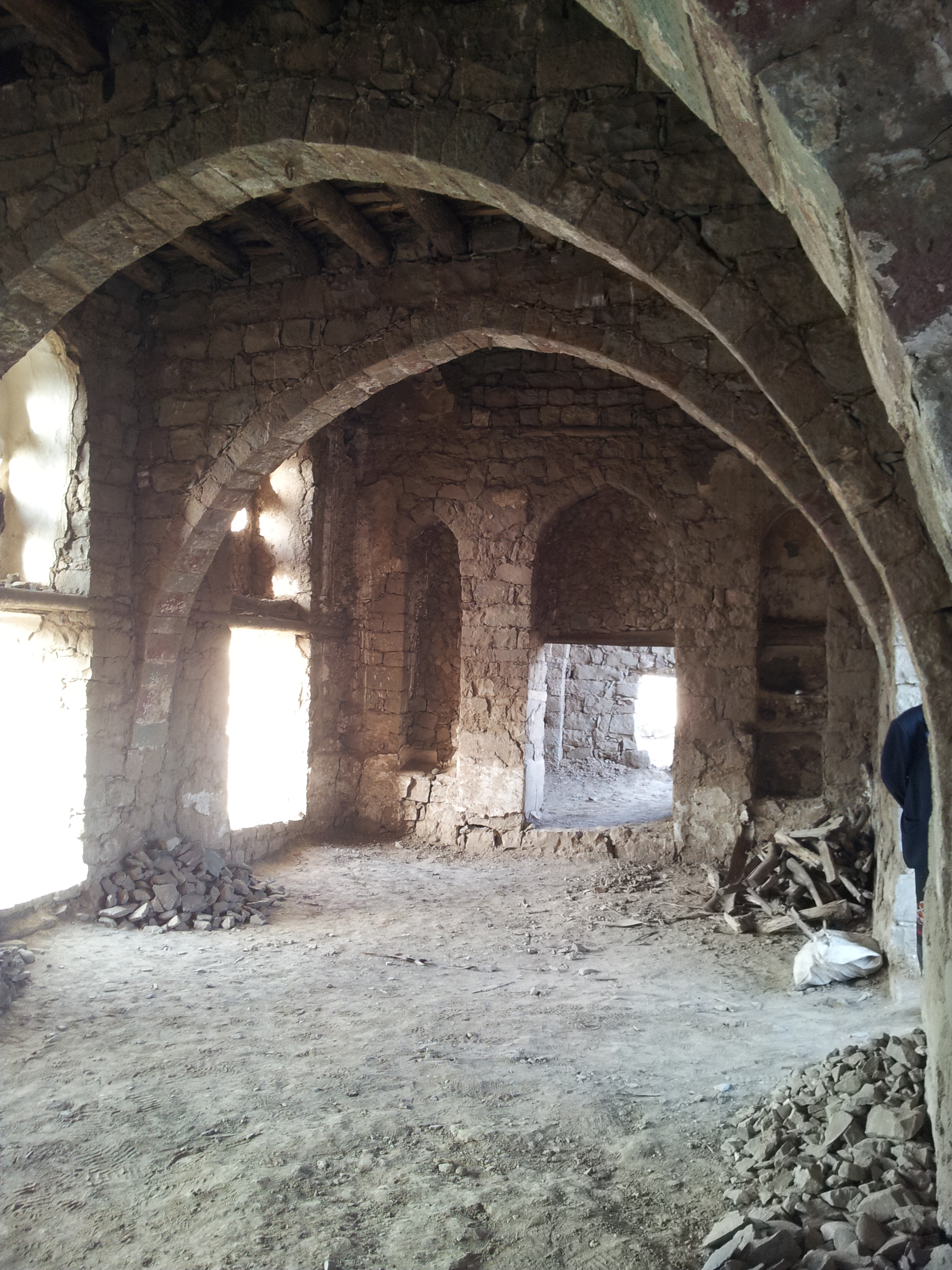
Patio del Palacio de la reina Arwa.
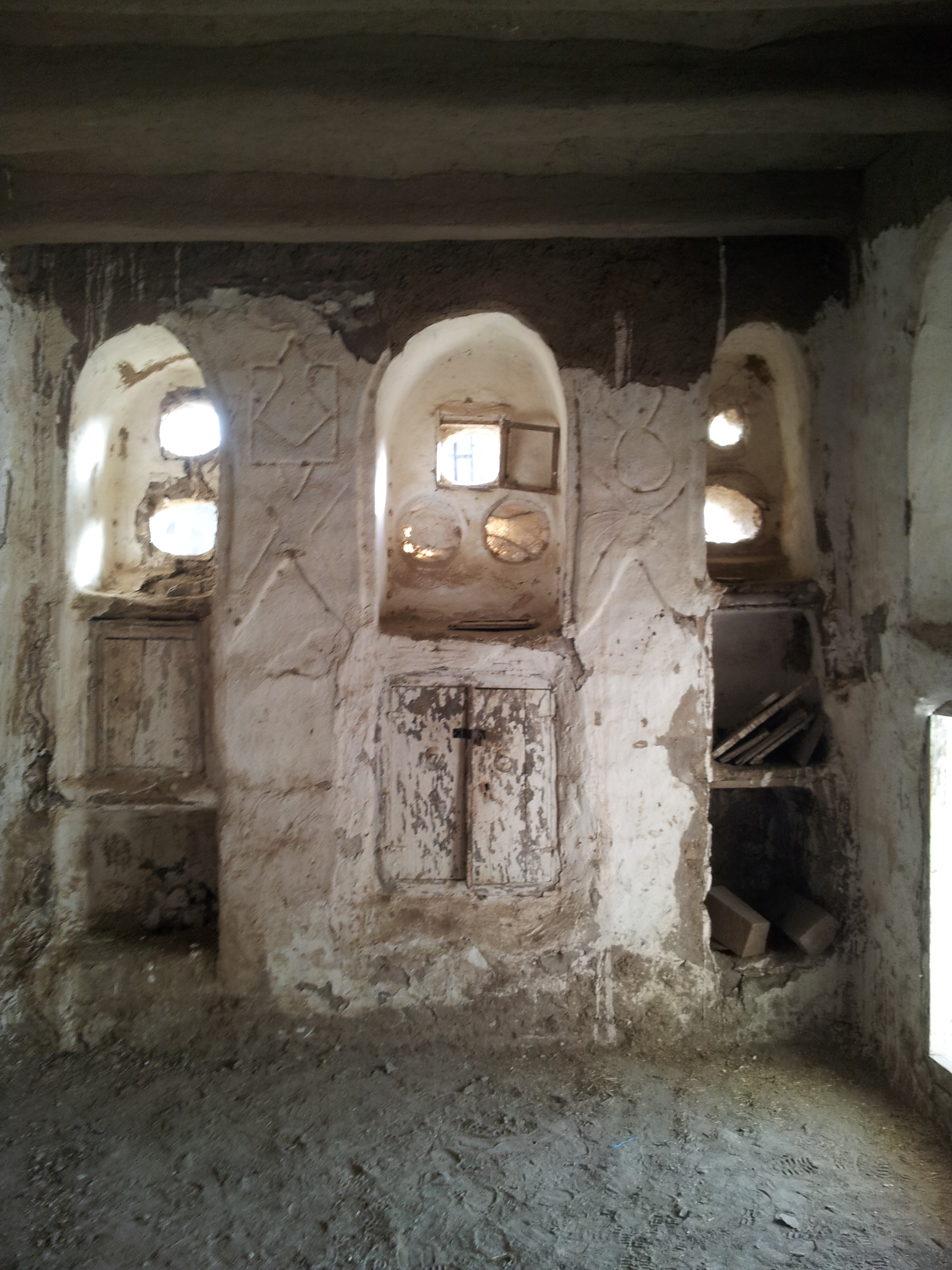
Ventana y repisas en el palacio.
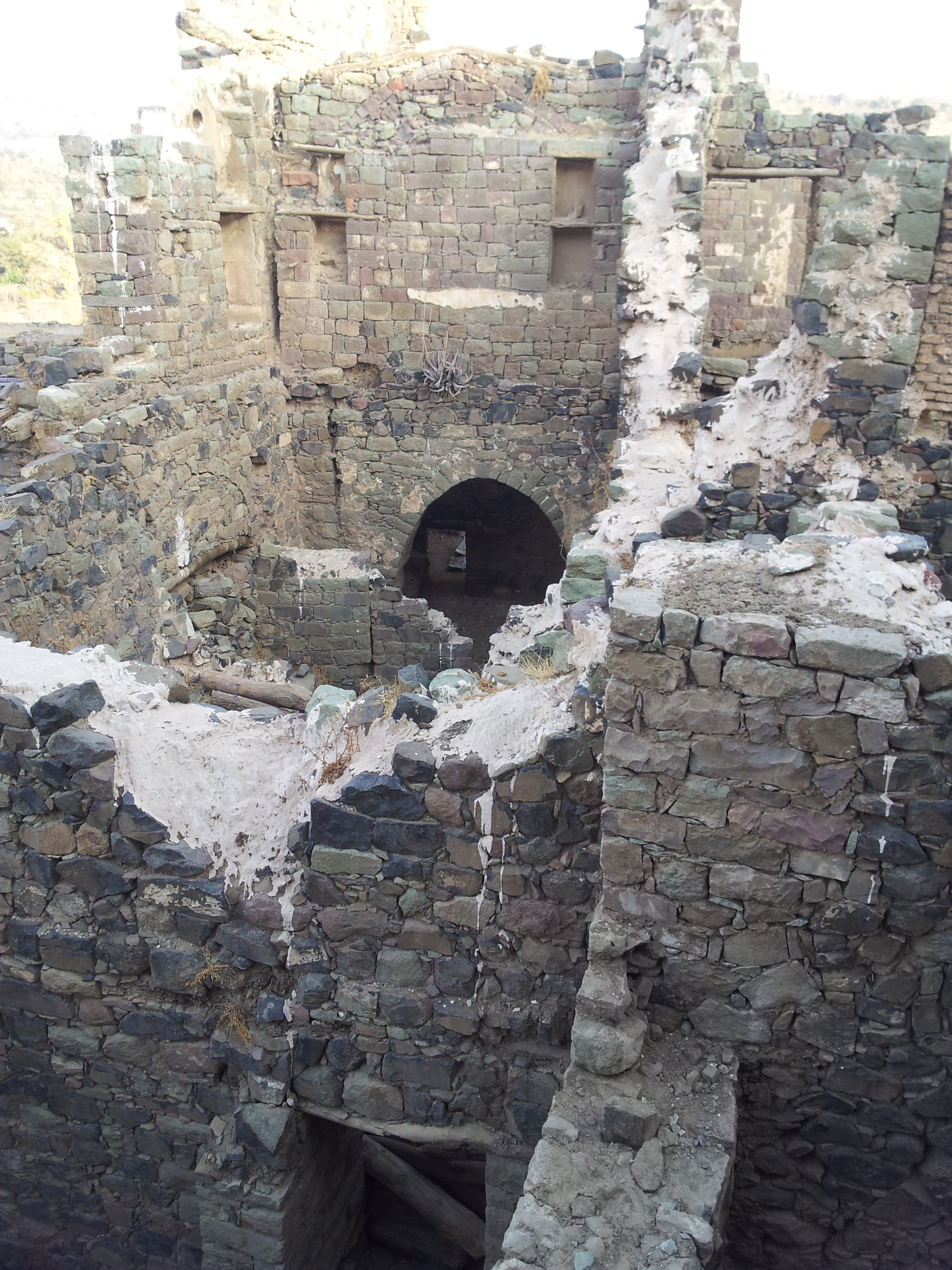
Ruinas del palacio.
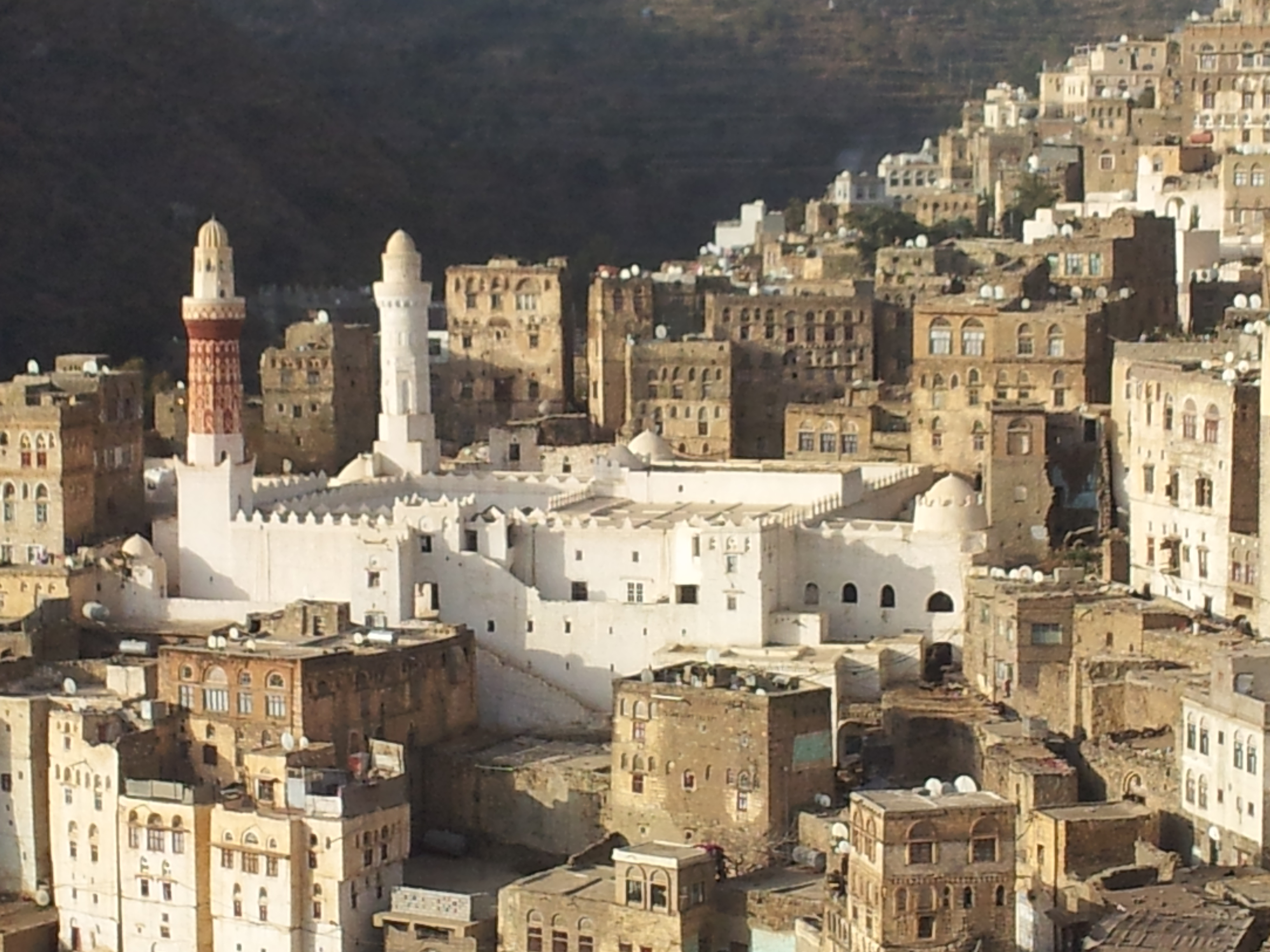
Mezquita de la Reina Arwa vista desde el Palacio.
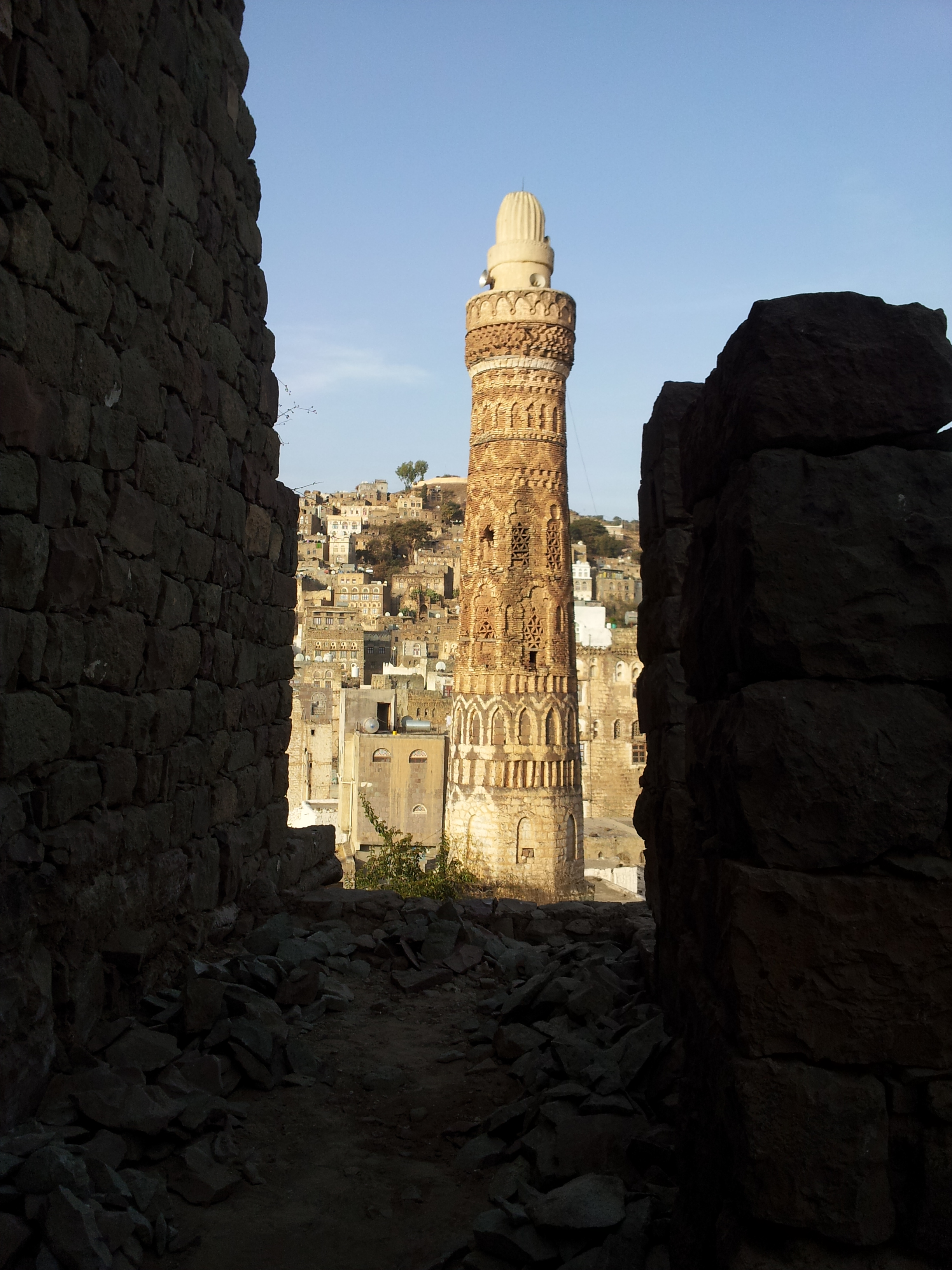
Minarete visto desde el Palacio.